# Oneida (Schiff)
Die Oneida  von 1862 war das zweite Schiff der United States Navy das diesen Namen trug. Namensgeber war ein Stamm der Irokesen, der im heutigen US-Bundesstaat New York ansässig war. 

## Bau
Die Oneida war eine Sloop mit Dampfantrieb. Der Bau wurde im Februar 1861 vom Kongress genehmigt. Der Stapellauf fand am 20. November 1861 bei der New York Naval Shipyard statt. Die Indienststellung erfolgte am 28. Februar 1862 unter Commander S. P. Lee.

## Einsätze

### Amerikanischer Bürgerkrieg, 1862–1865
Kurz nach der Indienststellung schloss sich die Oneida unter dem Kommando von Flag Officer David Glasgow Farragut dem Blockadegeschwader im westlichen Golf von Mexiko an. Sie beteiligte sich im Amerikanischen Bürgerkrieg an den Angriffen auf die Fort Jackson und Fort St. Philip in der Mississippimündung. Gemeinsam mit anderen Schiffen zerstörte sie die Governor Moore. Danach beseitigte sie Hindernisse im Mississippi in der Nähe von Carrollton und beteiligte sich an den Angriffen auf Vicksburg.
Unter dem Kommando von Commander George H. Preble versenkte sie im August 1862 den Dampfer Lewis Whitman, der Verwundete transportierte.
Vom 15. Oktober 1863 bis zum 23. August 1864 beteiligte sich die Oneida an mehreren Blockaden von Mobile.
Am 11. August 1865 wurde das Schiff in New York außer Dienst gestellt.

### Asiengeschwader, 1867–1870
Im Mai 1867 wurde die Oneida reaktiviert und dem Asiengeschwader zugeteilt, bei dem sie bis zu ihrem Untergang verblieb. Am 24. Januar 1870 stieß sie bei der Ausfahrt aus Yokohama in der Nähe der Saratogaspitze mit dem Dampfer Bombay der Peninsular and Oriental Steam Navigation Company (P & O) zusammen. Die Oneida wurde an Steuerbord stark beschädigt und sank um 18:45 Uhr. Die Bombay stoppte nicht. Japanische Fischer bargen 61 Besatzungsmitglieder. 123 Seeleute fanden den Tod.

## Weiteres Schicksal
Da die United States Navy kein Interesse an der Bergung der Oneida hatte, wurden die Bergungsrechte am 9. Oktober 1872 in Yokohama öffentlich versteigert. Herr Tatchobonaiya erhielt den Zuschlag. Bei Taucharbeiten fand man diverse Gegenstände sowie Knochen der im Schiff verbliebenen Seeleute. Die sterblichen Überreste wurden mit einer großen Zeremonie auf dem Gelände des Ikegami-Tempels in Tokio beigesetzt. Herr Tatchobonaiya ließ für die Errichtung eines Gedenksteins, der sich ebenfalls auf dem Gelände des Ikegami-Tempels befindet, eine Sammlung durchführen.
1955 und 2010 fanden weitere Tauchgänge statt, bei denen wieder einige Gegenstände geborgen wurden. Den Tresor, der angeblich die Einnahmen aus den Verkauf von Waffen und Pulver enthalten sollte, fand man nicht.